# 다무라 노부아키
다무라 노부아키(일본어: 田村誠顕, 1670년 3월 21일 ~ 1727년 8월 3일)는 이치노세키번의 2대 번주이다. 어릴적 이름은 고카쓰(小勝), 스케주로(助十郎)이며, 관위는 종5위하, 시모우사노카미(下総守)이다.
하타모토 다무라 아키토의 다섯째 아들로 태어났다. 이치노세키번 초대 번주 다무라 다쓰아키의 딸 구마(熊), 즉 즈이코인(瑞光院)과 혼인하였고, 1696년에 다쓰아키의 양자가 되어, 1708년, 다쓰아키가 사망함에 따라 번주 자리를 이었다. 아들이 없어 셋째 딸 모모(百)의 남편 다무라 야스아키를 사위 양자로 삼았으나 1725년에 요절하였고, 1726년, 다무라 무라아키를 새 사위로 들여 양자로 삼았다. 1727년, 58세의 나이로 사망하였고, 무라아키가 가독을 이었다.
| 전임 다무라 다쓰아키 | 제2대 이치노세키번 번주 1708년 ~ 1727년 | 후임 다무라 무라아키 |